# Wojciechów (powiat poddębicki)
Wojciechów – wieś w Polsce położona w województwie łódzkim, w powiecie poddębickim, w gminie Wartkowice.
W latach 1975–1998 miejscowość administracyjnie należała do województwa sieradzkiego.
7 września 1939 żołnierze Wehrmachtu zatrzymali we wsi i zamordowali 7 osób, w tym jednego żołnierza polskiego w mundurze.